# Takayuki Fujikawa
Takayuki Fujikawa (jap. 藤川 孝幸, Fujikawa Takayuki; * 10. Oktober 1962 in der Präfektur Kanagawa; † 15. November 2018) war ein japanischer Fußballspieler.

## Karriere
Fujikawa erlernte das Fußballspielen in der Jugendmannschaft von Yomiuri. Seinen ersten Vertrag unterschrieb er 1981 bei Yomiuri. Der Verein spielte in der höchsten Liga des Landes, der Japan Soccer League. Mit dem Verein wurde er 1983, 1984, 1986/87, 1990/91 und 1991/92 japanischer Meister. Mit Gründung der Profiliga J.League 1992 und der damit verbundenen Neuorganisation des japanischen Fußballs wurde der Yomiuri zu Verdy Kawasaki. Mit dem Verein wurde er 1993 und 1994 japanischer Meister. Für den Verein absolvierte er 82 Erstligaspiele. Ende 1995 beendete er seine Karriere als Fußballspieler.

## Erfolge
Yomiuri/Verdy Kawasaki
- Japan Soccer League

Meister: 1983, 1984, 1986/87, 1990/91, 1991/92
Vizemeister: 1981, 1989/90
- J1 League

Meister: 1993, 1994
Vizemeister: 1995
- JSL Cup

Sieger: 1985, 1991
- J.League Cup

Sieger: 1992, 1993, 1994
- Kaiserpokal

Sieger: 1984, 1986, 1987
Finalist: 1981, 1991, 1992